# Burnt Islands
Burnt Islands es un pueblo canadiense situado en la provincia de Terranova y Labrador.

## Superficie
Burnt Islands tiene una superficie de 9,48 km².

## Demografía
En 2021, tenía 540 habitantes, una densidad poblacional de 57 hab./km², y 251 viviendas.